# Matthieu Carreri
Matthieu Carreri (Mantoue, 1420 - Vigevano, 5 octobre 1470) est un dominicain italien  reconnu bienheureux par l'Église catholique.

## Biographie
Il naît dans une famille noble de Mantoue. Un jour, en entrant dans l'église saint Dominique de Mantoue, il est frappé par la psalmodie des frères, et décide immédiatement de rejoindre l'ordre des Prêcheurs. Après son noviciat, ses supérieurs le chargent de la prédication particulièrement en Lombardie, en Toscane, Ligurie et Vénétie ainsi que de réformer plusieurs couvents de son ordre.
Il se soucie beaucoup de faire fructifier le Tiers Ordre dominicain ; c'est par ce biais qu'il rencontre la bienheureuse Stéphanie de Quinzani. Il se retire ensuite dans le couvent de Vigevano pour y finir ses jours en méditant plus particulièrement la Passion du Christ. Selon son hagiographie, un jour, il demande au Christ de lui faire partager ses souffrances et sent son cœur comme percé d’une flèche. Il meurt peu après le 5 octobre 1470 à Vigevano.

## Culte
En 1482, le pape Sixte IV autorise son culte qui est ensuite approuvé le 23 septembre 1742 par Benoît XIV. Son corps repose dans l'église saint Pierre martyr de Vigevano.